# Dartmoor (cheval)
Vous lisez un « article de qualité » labellisé en 2013.
Pour les articles homonymes, voir Dartmoor (homonymie).
Le Dartmoor est l'une des neuf principales races de poneys britanniques. Il fait partie des mountain and moorland et provient de la lande du sud-ouest de l'Angleterre, nommée Dartmoor. Beaucoup croisé, il vit traditionnellement en liberté et au fil des époques, est bâté, monté ou encore employé dans les mines durant la révolution industrielle. La population semi-sauvage connaît un très net déclin au XXe siècle, tandis que l'utilisation de ce poney pour l'enseignement équestre des enfants et le sport se répand dès les années 1950 et permet sa sauvegarde.
Le Dartmoor est un poney de taille B considéré comme élégant, toisant environ 1,22 m. Sa petite tête racée et camuse est surmontée de minuscules oreilles, ses épaules et ses paturons sont d'excellente qualité. Il fait un bon poney de concours et d'instruction pour les enfants grâce à son caractère très égal. Il est apte à la majorité des disciplines équestres, particulièrement au saut d'obstacles, à la randonnée et à l'attelage. Depuis les années 1950, le développement de l'équitation sur poney lui a permis de gagner de nombreux pays, en particulier les États-Unis où il a donné le Dartmoor Sport Pony et la France où son élevage s'est beaucoup développé au début du XXIe siècle. Si les poneys issus de croisements sont très appréciés, participant notamment à la formation du poney de selle britannique et du poney français de selle, le cheptel en race pure est en diminution à l'échelle mondiale. Le Dartmoor est considéré comme rare. Ancré dans sa région d'origine, il participe à son identité culturelle : le poney Dartmoor est notamment statufié à Moretonhampstead et il apparaît dans différentes œuvres.

## Histoire

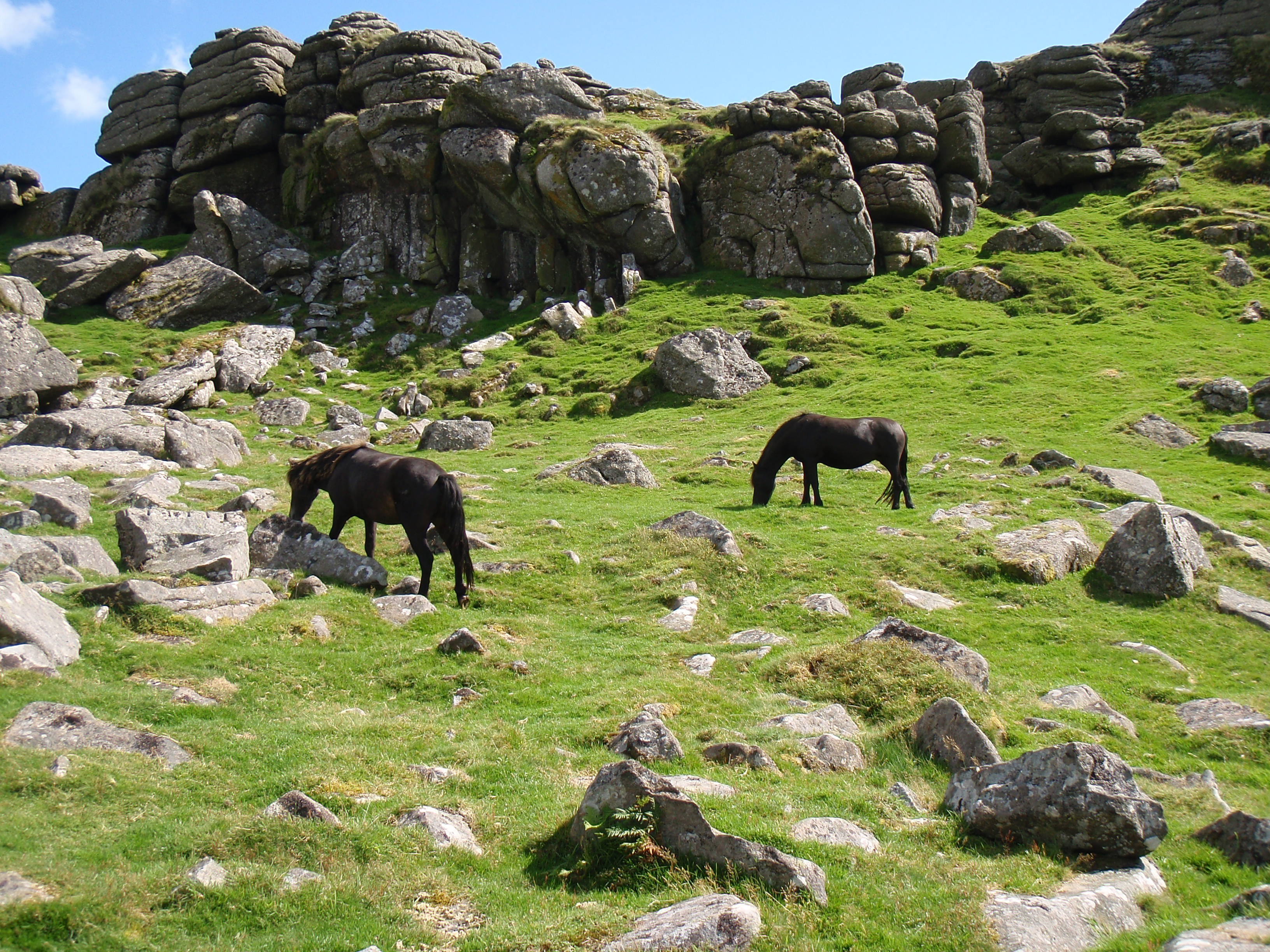
Groupe de poneys Dartmoor semi-sauvages, en Angleterre.

La première référence connue à ces poneys figure en 1012 dans le testament de l'évêque saxon Aelfwold de Crediton,,, parlant du marquage au fer. Quand la région devient une forêt royale, le roi Henri Ier d'Angleterre utilise un étalon Dartmoor avec sa jumenterie. Les poneys sont mis au travail bâté depuis le Moyen Âge. Le transport de minerais forme la principale raison de leur utilisation, la région recelant des réserves d'étain. Ces petits animaux servent aussi sous la selle au gardiennage des moutons et pour divers travaux de ferme.
Bien que leur nom se confonde avec celui de leur région historique, au centre du comté de Devon, tous les poneys du Dartmoor ne sont pas de la race Dartmoor. Au fil du temps, les propriétaires titulaires de droits de pâture ont amené des poneys d'autres races, notamment des Shetlands. L'ouverture de la région, donnant sur la côte, a favorisé des croisements. En tant que poney britannique semi-sauvage, le Dartmoor appartient au groupe des poneys dits mountain and moorland. Il est d'usage de réserver le nom de Dartmoor Pony (poney Dartmoor) à ceux de la race et de parler de Dartmoor Hill Ponies (poneys des collines du Dartmoor) pour ceux qui n'appartiennent pas à la race. Aucun contrôle n'est exercé sur cette population de poneys jusqu'en 1899.

### Origine

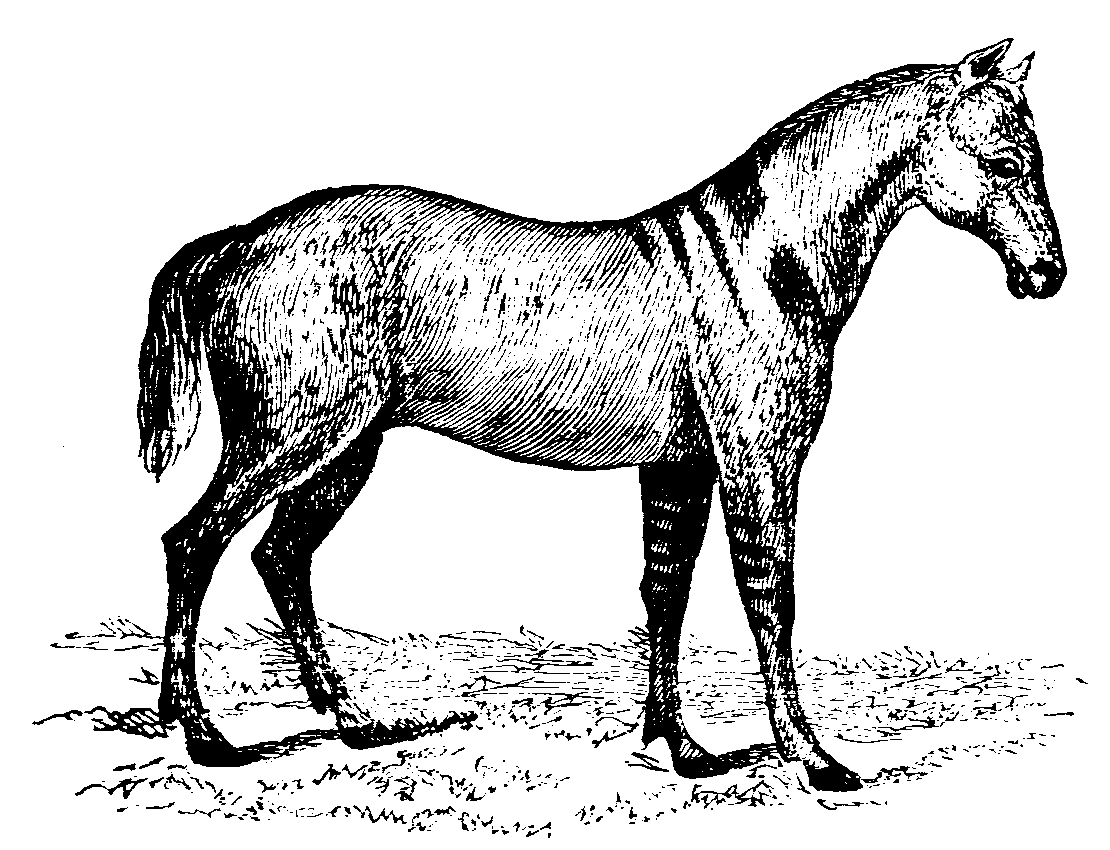
Le poney du Devon, probable ancêtre du Dartmoor.

L'origine de tous les chevaux domestiques du monde est établie dans la steppe pontique (d'après une vaste étude publiée dans Nature en 2021), ce qui rend la thèse d'une origine préhistorique du Dartmoor invalide.
L'expansion humaine a vraisemblablement poussé ces poneys à s'établir dans des régions peu peuplées, isolées, au relief et au climat difficiles auxquels ils se sont adaptés,. Plus qu'une race propre au Devon, le poney du Dartmoor semble le résultat d'une rude sélection naturelle, à laquelle s'ajoutent de nombreux croisements. Les landes du Dartmoor, un plateau humide et venteux, parfois aride, lui ont donné son nom. Le paysage est un mélange de landes, de tors rocheux (collines composées de grandes roches granitiques), de marais, de rivières et de vallées. Des animaux souvent de petite taille et de « qualité médiocre » y vivent en liberté depuis des siècles. Les chevaux d'origine sont peut-être de souche celtique. Des ossements de chevaux préhistoriques ont été retrouvés dans la tombe de Severn-Cotswold, remontant à la transition entre une société de chasseurs-cueilleurs et une société agricole (Révolution néolithique), vers - 3500. Les animaux sont certainement encore sauvages. Des recherches archéologiques effectuées dans les années 1970 montrent que ces poneys sont domestiqués au moins depuis 1500 av. J.-C..
En dépit de leur proximité géographique, de leur taille et de leurs robes souvent similaires, le Dartmoor et l'Exmoor ne partagent vraisemblablement pas la même origine. Les études nient tout lien entre ces deux populations. Les mâchoires de l'Exmoor possèdent une conformation particulière et les traces d'une septième molaire, unique parmi les races de chevaux actuelles,. Les poneys du Dartmoor possèdent un lien étroit avec l'Old Devon pack horse (le « vieux cheval de bât du Devon »), issu de croisements entre ces derniers et l'Exmoor. Une autre race proche est le Cornish Goonhilly Pony (le poney cornique de Goonhilly). Comme la précédente, elle a disparu de nos jours. Le poney du Dartmoor connaît beaucoup d'influences extérieures, notamment celle de poneys et chevaux amenés dans la région pour satisfaire les besoins de l'industrie minière jusqu'au XXe siècle : de tous temps, des animaux s'échappent et retrouvent la vie sauvage. Des croisements avec le cheval oriental sont possibles dès le XIIe siècle.

### XIXesiècle
Le poney autochtone du Dartmoor est réputé laid mais très rustique, il est doté d'une bonne épaule. En 1820, le célèbre vétérinaire William Youatt en fournit la description que voici :

« Les poneys du comté d'Exmoor, quoique généralement disgracieux et laids, sont très-durs au travail […] Ceux du Dartmoor sont plus grands et plus difformes encore si c'est possible ; mais ils sont merveilleusement propres au service sur les mauvaises routes et les côtes arides de cette contrée. Ils sont presque à l'état sauvage »

— William Youatt (1820), Journal des haras (extrait traduit de l'anglais),
À l'époque de la Révolution industrielle (entre 1789 et 1832 environ), le poney Shetland est envoyé au travail dans les mines d'Angleterre. Les poneys de petite taille sont préférés car ils se faufilent plus facilement dans les galeries. Dans ce but, des étalons Shetland sont lâchés dans la lande où vivent les Dartmoor et les croisements entre les deux races diminuent la qualité des poneys présents sur place. Le Dartmoor est lui aussi intensivement employé à la traction ou au portage de minerais de charbon, l'essentiel du cheptel restant sauvage. Quelques poneys stationnent dans des fermes anglaises. Des tentatives de croisement avec des chevaux visent à faire du Dartmoor un poney de boucherie. Le Welsh et différents poneys d'attelage influencent eux aussi la race. Ces multiples croisements raréfient le type originel,.
La prison du Dartmoor, construite au début du XIXe siècle, utilise des poneys pour les gardiens, afin de leur permettre de se déplacer pour surveiller les prisonniers lors des sorties. En dehors des heures de service, les poneys sont relâchés dans la lande. Cette utilisation perdure jusque dans les années 1960,. En 1870, le Field magazine parle des qualités de sauteur de ces poneys et de leur élégance en mouvement. En 1898, la Polo Pony Society (future National Pony Society) obtient les descriptions de toutes les races locales de poneys anglaises, celle du Dartmoor reste proche de l'actuelle hormis pour la taille. Il s'agit aussi de la première tentative d'enregistrement de la race. Elle préconise le croisement avec des Pur-sangs et des Arabes. L'année suivante, la race commence à faire l'objet d'une gestion humaine.

### XXesiècle

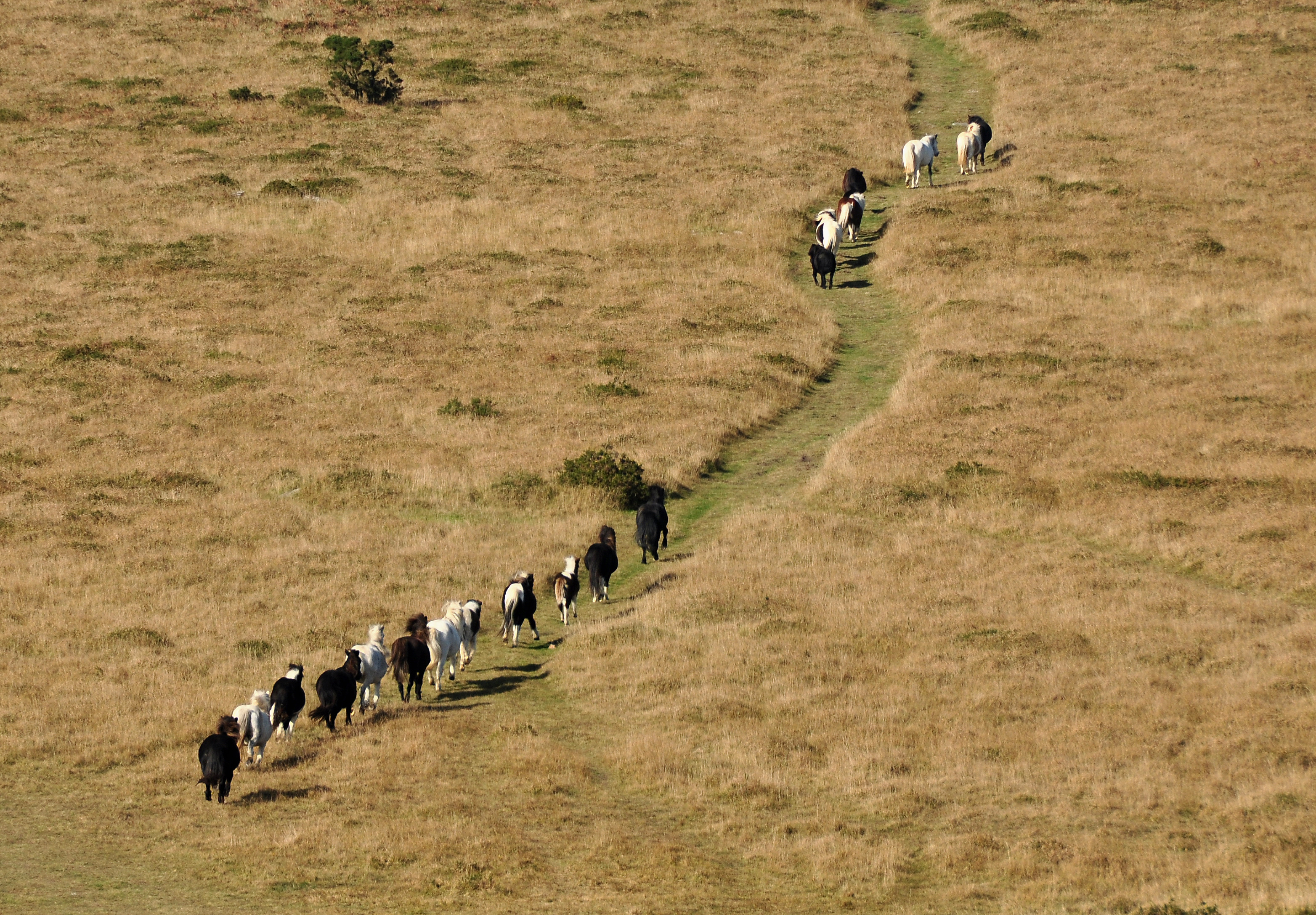
Groupe de poneys près de Whitchurch.

Le poney Dartmoor paie un lourd tribut à la Première Guerre mondiale. Le premier stud-book britannique ouvre en 1924 ou 1925, en même temps qu'est fondée la Dartmoor Pony Society,. La sélection effectuée en parallèle par la National Pony Society augmente nettement la qualité des poneys de selle. La demande en petits poneys pour les mines reste forte jusque dans les années 1940, un Dartmoor figure d'ailleurs parmi les derniers poneys sortis des galeries minières en 1994. La fin de l'industrie minière diminue significativement la valeur des poneys semi-sauvages, à tel point qu'il n'est pas rare durant l'entre-deux-guerres d'acquérir une jument suitée pour 0,30 £ : la revente aux abattoirs constitue dès lors le principal revenu des éleveurs.
La Seconde Guerre mondiale est aussi désastreuse pour la race que la première, elle a bien failli faire disparaître les poneys : en 1943, le stud-book ne compte plus que deux étalons et une douzaine de juments.

#### Croisements et étalons fondateurs
Ce poney a nettement changé d'apparence tout au long du XIXe siècle, malgré une tentative d'interdiction d'inscription des animaux possédant moins de 75 % d'ancêtres Dartmoor au registre généalogique de la race. Ces croisements se poursuivent sur tout le début du XXe siècle. Quelques éleveurs, appuyés par la Dartmoor Pony Society, tentent de sauver la race après la Première Guerre mondiale grâce à de nouveaux croisements. Le Welsh mountain pony et le Fell sont employés, ainsi que le poney de polo Lord Polo et des races orientales légères, notamment l'Arabe et le Pur-sang. Un supplément d'étalons Shetland est amené pour le transport d'étain, certains de ces poneys écossais s'échappent et se mêlent au cheptel.
À la même époque, le Duchy Stud, propriété du prince de Galles, achète de nombreux poneys Dartmoor dans le but d'élever un petit cheval de selle à tout faire. L'un des étalons employés avec succès est l'Arabe du désert Dwarka (né en 1892),, un bai d'1,41 m doté d'une « tête de poney ». Le Duchy Stud donne les chefs de race, The Leat (né en 1918) et Heatherbelle VI. Propriété de Sylvia Calmady Hamlin, secrétaire de la Dartmoor Pony Society pendant 32 ans, The Leat est un poney de 1,22 m réputé pour la beauté de sa conformation, fils de la jument Dartmoor noire Blackdawn et de l'Arabe Dwarka. Sa lignée reste très présente chez les Dartmoor actuels,. Jude (né en 1941), fils d'un étalon Welsh, appartient à la lignée de The Leat. Il est l'un des plus célèbres étalons Dartmoor. Le roi Édouard VIII garde un petit cheptel à Princetown et vers 1920, élève des poneys de polo par croisements avec des Arabes et des Pur Sangs.

#### Ouverture à l'équitation sur poney
Après la Seconde Guerre mondiale, la Dartmoor Pony Society ouvre le stud-book de la race aux enregistrements par inspection, les poneys primés sur les divers shows d'Angleterre deviennent automatiquement inscriptibles. C'est pourquoi le nombre de « purs » Dartmoor a fortement décliné sur cette époque. Dans les années 1950, le développement de l'équitation sur poney en Angleterre entraîne une vague de popularité pour les poneys de selle proches du sang et pour la robe pie, le Dartmoor en vient à perdre certaines qualités originelles par croisement avec des races moins rustiques. Les éleveurs souhaitent avant tout l'adapter au marché. Le stud-book est refermé en 1957, mais entre-temps, l’intérêt grandissant pour les poneys anglais autochtones permet une mise en lumière de la race.
Alors que le troupeau anglais sauvage décline en nombre, les poneys Dartmoor envoyés dans des haras sous l'impulsion de la Dartmoor Pony Society (dès les années 1950) pour devenir des poneys de selle connaissent un grand succès auprès des enfants, ce qui préserve la race de l'extinction. La Pony and Riding Society s'investit activement pour sa sauvegarde. Dans les années 1960, la Dartmoor Pony Society est réorganisée, elle rouvre le stud-book de la race. Le nombre de poneys inscrits augmente et les exportations se multiplient. En 1982, le standard de la race est redéfini, la taille maximale autorisée est fixée à 1,27 m.

#### Gestion du cheptel semi-sauvage

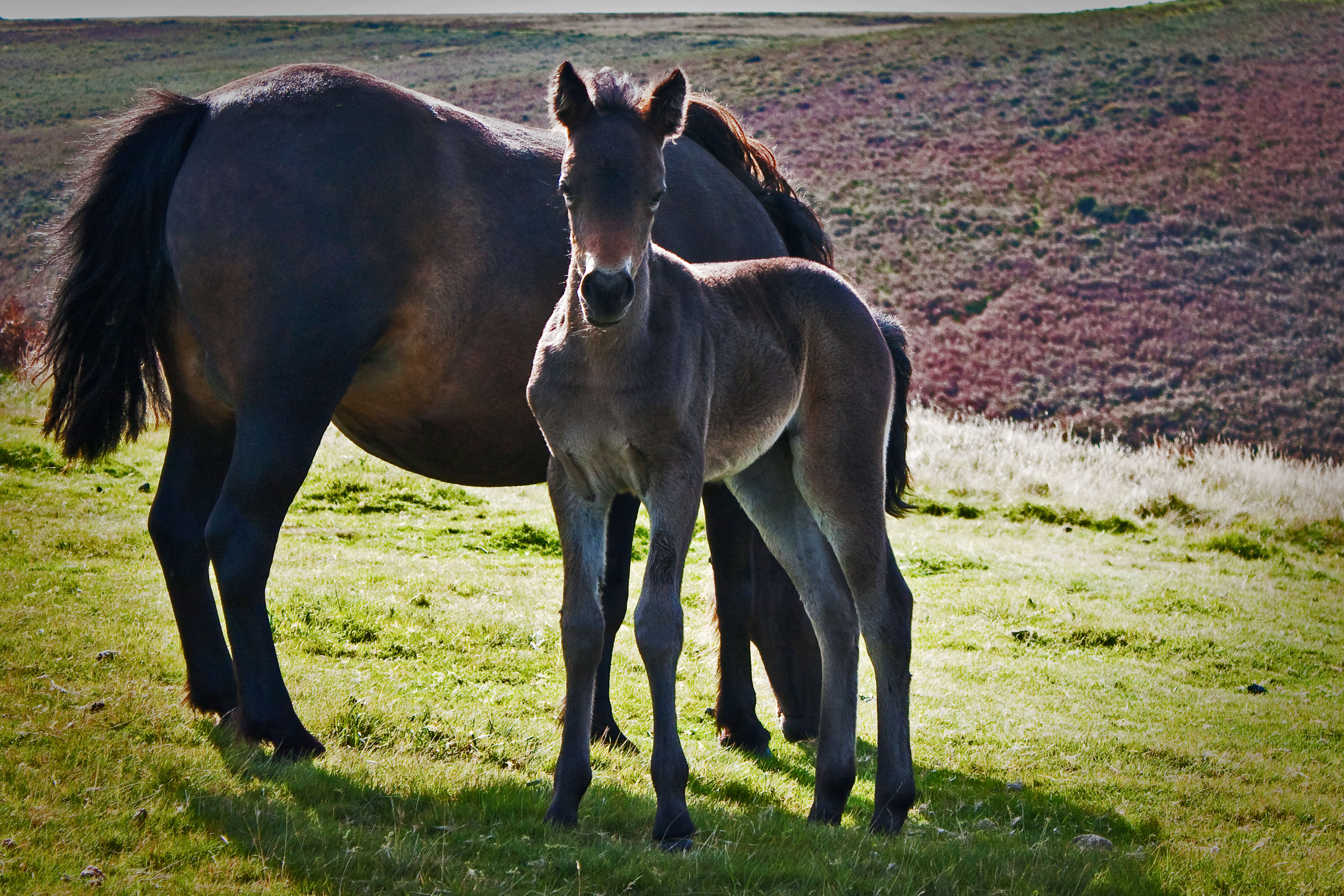
Femelle Dartmoor en semi-liberté avec son poulain.

Dans les années 1950, le nombre de poneys Dartmoor semi-sauvages dans la lande est estimé à 30 000. En 1951, la région devient un parc national qui adopte pour logo son poney emblématique. La population de poneys semi-sauvages connaît toutefois un très net déclin tout au long du XXe siècle. L'effectif total (tous les poneys ne sont pas de race Dartmoor, il y a beaucoup de croisements) passe d'environ 30 000 têtes dans les années 1950 à dix fois moins en 1996,. La plupart des poneys des landes sont réputés de qualité médiocre, d'où les croisements effectués. Pour lutter contre cette pratique, en 1987 ou 1988,, la Dartmoor Pony Society Moor Scheme est créée sous l'impulsion du duc de Cornouailles. Elle pousse les propriétaires de poneys non-croisés à faire enregistrer leurs bêtes au stud-book pour préserver une race pure. Étalons et juments non-croisés sont placés dans des enclos pour la reproduction, leur progéniture femelle est inspectée et relâchée en semi-liberté, permettant de voir des poneys de type originel sur les landes anglaises. Les nouvelles tâches en lien avec ce projet sont supervisées par le prince Charles lui-même, notamment en ce qui concerne la clôture d'une partie du Dartmoor où les poneys proches du type originel sont maintenus. La Dartmoor Pony Society met en place dans la foulée une inspection des poulains, ce qui permet une amélioration notable de la qualité du cheptel.

#### Exportations
Le premier Dartmoor introduit aux États-Unis arrive par bateau en 1936 à l'initiative de Joan Dunning, deux autres vagues d'importations suivent dans les années 1940 et 1950. La plupart de ces poneys d'import servent à donner des poneys de polo et les autres sont croisés, si bien que la race en elle-même ne s'est pas réellement implantée à cette époque. En 1956, Dunning créé le Dartmoor Pony Registry of America (DPRA) et enregistre les poneys Dartmoor selon les critères du standard américain, avec un registre en race pure et un registre part-bred (pour les animaux issus de croisements). En 1990, le nombre de poneys de race pure enregistrés n'est toutefois que de huit. En 1993, l'American Dartmoor Pony Association (ADPA) est créée à son tour et procède à l'enregistrement et la préservation des poneys suivant les critères de la Dartmoor Pony Society du Royaume-Uni.
Dans les années 1950, l'éleveuse française Colette Vantroys introduit le Dartmoor en France. L'association française du poney Dartmoor est reconnue comme société fille de la Dartmoor Pony Society en 2012. La race atteint l'Australie en 1985 et la Dartmoor Pony Society of Australia est créée la même année. Elle ouvre ses stud-books race pure et part-bred dans la foulée, puis est reconnue société-fille de la Dartmoor Pony Society britannique, ce qui lui vaut d'adopter son nom actuel.

### XXIesiècle
En 2005, un groupe d'éleveurs anglais fonde la Dartmoor Pony Hill Association, dans le but de préserver tous les poneys des landes quel que soit leur type ou leur couleur de robe : avec la crise économique, le coût d'élevage d'un poney est souvent devenu plus élevé que les revenus générés par sa vente.
Il ne reste que 850 poneys semi-sauvages sur la lande fin 2012. L'association Friends of the Dartmoor Hill Pony tente de préserver le mode d’élevage du cheptel restant. De même, The Dartmoor Pony Heritage Trust souhaite préserver le capital génétique des poneys semi-sauvages qui n'appartiennent pas au stud-book de la race mais qui présentent le type historique. La demande en poneys dressés est toujours assez forte, puisque la taille très modeste du Dartmoor le rend facile à gérer pour les enfants. Ce marché fait atteindre de fortes valeurs à certains poneys : un poulain de très bonne origine peut être vendu 27 £.

## Description

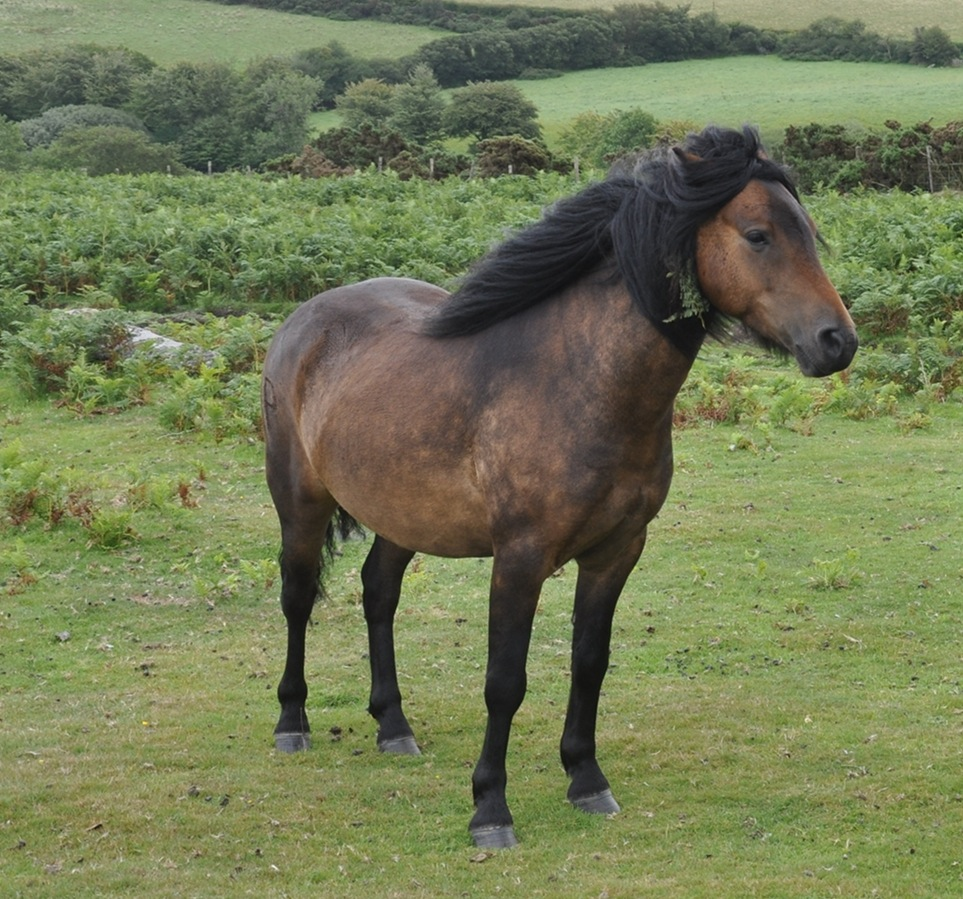
Poney Dartmoor bai dans sa région d'origine

Le Dartmoor est un poney de taille petite à moyenne (jusqu'à 1,27 m, en moyenne 1,22 m), qui convient de ce fait bien aux enfants. Il est considéré comme l'une des plus belles races de poneys du monde,, sinon l'un des deux poneys britanniques les plus élégants, avec le Welsh : l'animal a connu de nets changements physiques depuis l'époque de la description de Youatt en 1820,.

### Morphologie

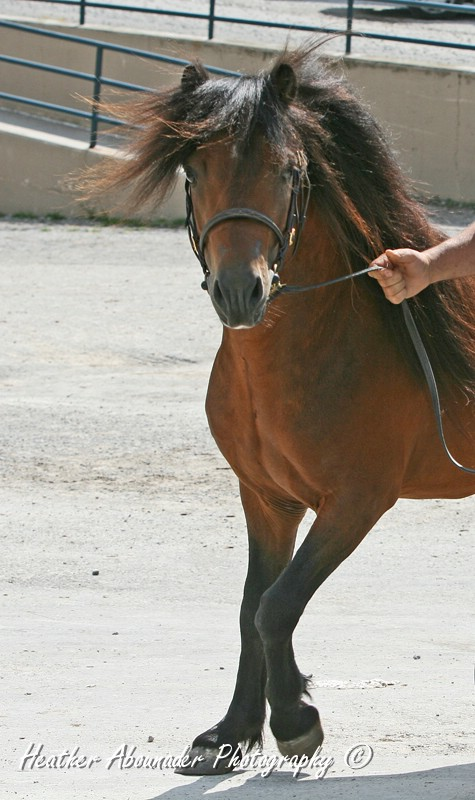
Avant-main d'un poney Dartmoor présenté en main.

Le Dartmoor est, avec le Shetland, l'une des plus petites races de poneys britanniques. Il donne une impression générale d'harmonie. Le modèle est compact et près de terre, avec beaucoup d'espèce et les crins sont naturellement abondants. C'est un poney eumétrique dont le modèle est incontestablement adapté à la selle, notamment au niveau de l'épaule. Il est plus solide et plus vigoureux que le Welsh, en cela, il se rapprocherait plutôt d'un cheval Warmblood en modèle réduit.

#### Tête
La tête est petite et camuse, racée, avec de grands yeux et un front large, très élégante, surmontée d'oreilles très courtes et alertes,,. Il était d'usage de mesurer l'écartement des oreilles en prenant pour base une main d'homme. C'est typiquement une tête de poney,, elle est de plus bien attachée. Le toupet est fourni.

#### Avant-main
L'encolure est bien plantée, moyennement longue, forte sans être lourde, et bien sortie, ce qui lui confère une grande élégance, même chez les étalons. Le garrot est bien sorti, l'épaule est oblique et d'excellente qualité pour la selle grâce à son inclinaison.

#### Corps et arrière-main
La ligne du dessus est harmonieuse, le dos est court, à moyen, formant avec l'arrière-main et la croupe un ensemble puissant et musclé. Les reins sont solides et eux aussi d'excellente qualité, ils donnent aux poneys des allures fluides. Les côtes sont rondes et la croupe est très inclinée,. La queue, très fournie, est attachée haut,.

#### Membres
Les jambes sont solides et élancées, dotées d'une ossature forte, très élégantes, avec des articulations fortes et plates et des canons courts,. L'inclinaison des paturons est souvent parfaite. Les pieds sont solides et bien conformés.

### Robes

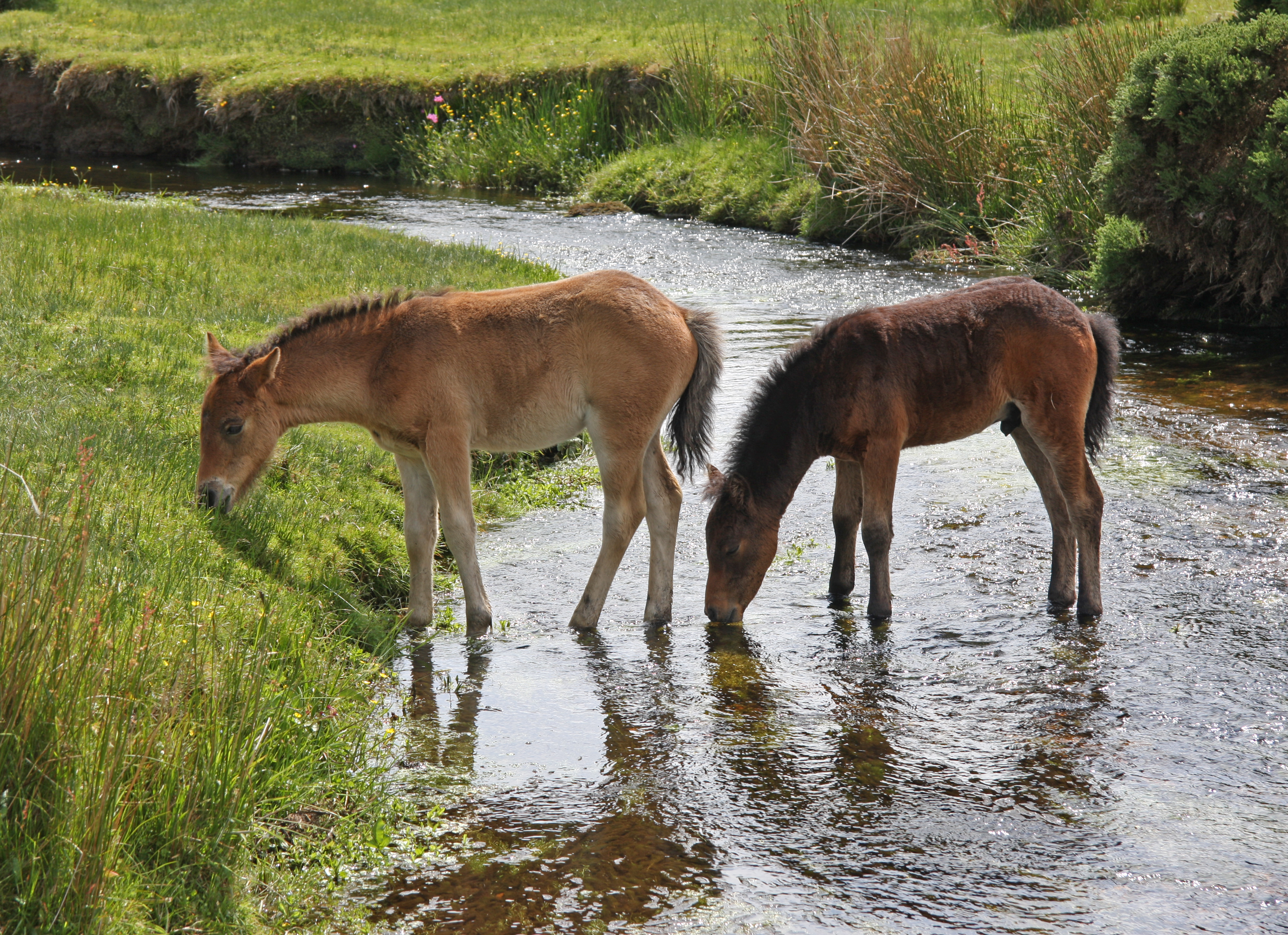
Poulains Dartmoor arborant les robes les plus classiques chez la race, le bai et le bai-brun.

Les robes les plus fréquentes sont le bai et le bai-brun, le noir, puis le gris. Les robes foncées sont les plus classiques chez tous les poneys britanniques. Le gris est plus fréquent en France qu'au Royaume-Uni. Plus rarement, il peut être alezan et rouan. Toutes les robes sont admises, sauf le pie. Les marques blanches, bien qu'autorisées, doivent être aussi limitées que possible. Des poneys pie se rencontrent sur la lande du Dartmoor, mais ils ne sont pas admis par le standard de la race,.

### Tempérament et entretien
C'est un poney intelligent, bon et très doux, vif mais affable,. Son caractère très égal, calme et plutôt « câlin » permet de le manipuler facilement et forme un argument en faveur de l'équitation pour les enfants,. Sa vivacité peut parfois poser des problèmes mais comme tous les poneys, il suffit d'une petite reprise en main par un adulte pour corriger ses éventuelles mauvaises habitudes. En général, le Dartmoor s'excite moins facilement que nombre d'autres poneys et en ce sens certains auteurs le comparent à la race du labrador chez les chiens. Les individus semi-sauvages peuvent toutefois se montrer moins dociles. La vie en semi-liberté l'a doté d'une très grande rusticité qui le rend simple d'entretien, frugal et résistant aux maladies. Cette qualité est amoindrie chez les poneys modernes issus de croisements.

### Allures
Ses allures sont carrées, allongées, rasantes et très près du sol, ce qui entraîne peu de fatigue des articulations et donne au cavalier une sensation agréable, tout en économisant les forces du poney. Il a la particularité de présenter peu d'actions du genou au trot. Ces allures donnent aussi au cavalier l'impression de monter un animal plus grand qu'il n'est en réalité,.

### Sélection

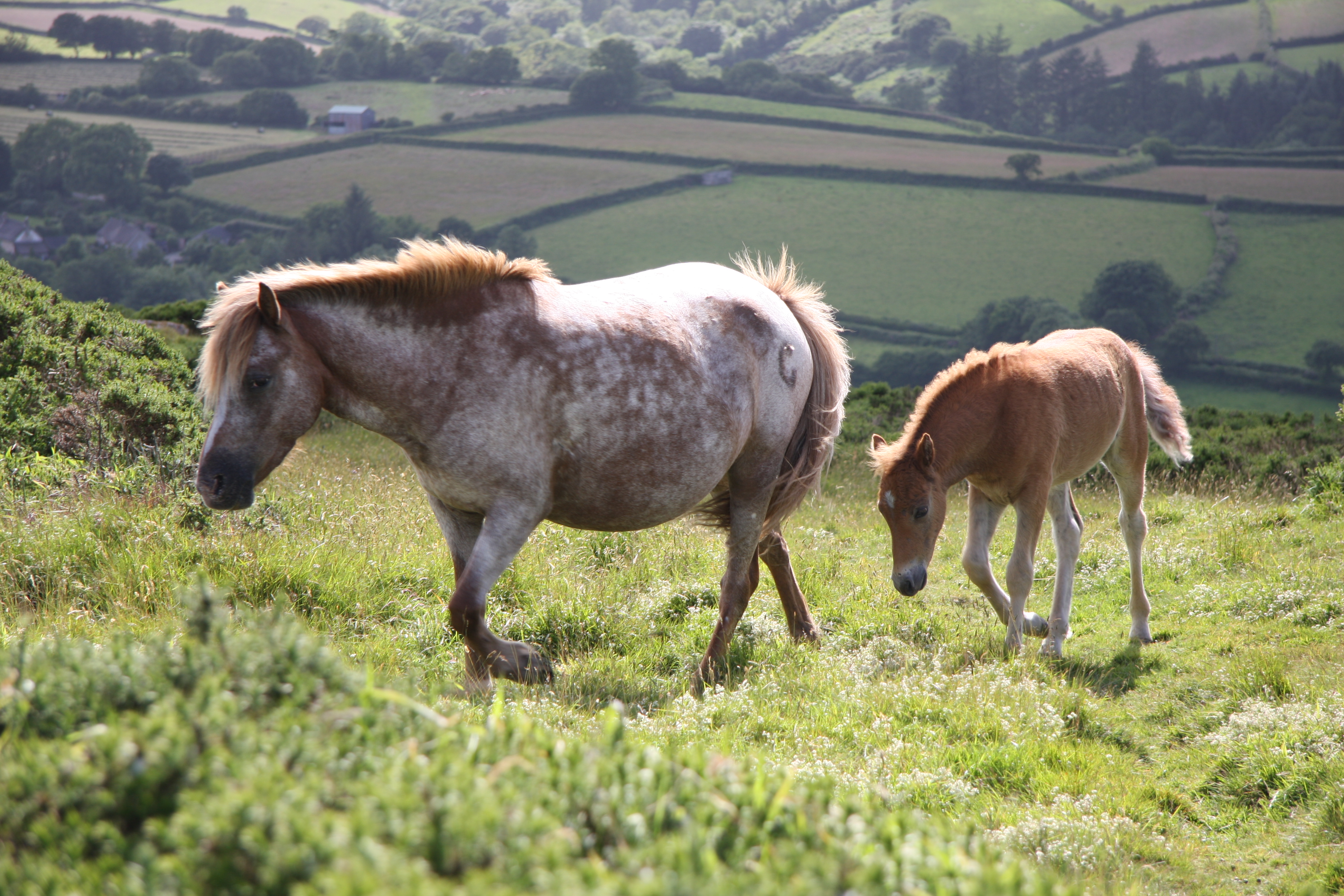
Le marquage sur la croupe de cette ponette semi-sauvage part-bred permet de l'identifier.

Dans le parc national du Dartmoor, un registre nommé Dartmoor Hill Pony a été créé pour les poneys nés sur place, mais qui n'appartiennent pas à la race Dartmoor. Il ne s'agit donc pas d'un registre de race, un poney issu de deux Dartmoor Hill ponies qui serait né ailleurs ne peut pas se voir inscrit dans ce registre par la Dartmoor Hill Pony Association.
Avec la baisse des effectifs de juments mises à la reproduction qui entraîne des pertes considérables en matière de patrimoine génétique, l'association française de la race Dartmoor a ouvert un livre B autorisant à l'inscription les poneys issus de croisements possédant 25 % au moins d'ancêtres purs Dartmoor. Les poneys du livre classique doivent eux posséder plus de 87,5 % d'ancêtres Dartmoor et sont inscriptibles à titre initial. Ce livre est devenu un registre part-bred (comme aux États-Unis) pour des raisons d'harmonisation,. L'insémination artificielle et le transfert d'embryon sont autorisés en France, mais pas le clonage. Aux États-Unis, la démarche est similaire puisqu'il existe deux registres, un pour les poneys Dartmoor dont les origines peuvent être retracées à 100 % vers les poneys britanniques, un autre (le part-bred) pour les poneys de croisement possédant 50 % d'ancêtres Dartmoor, nommés Dartmoor Sport Ponies.

## Utilisations
Le Dartmoor a longtemps été un animal de travail pour l'industrie minière, surtout bâté. Il était également apprécié aux travaux de ferme, en raison de sa force importante comparativement à sa taille et de ses besoins alimentaires inférieurs à ceux d'un cheval de taille classique. À la fin du XIXe siècle et au début du XXe siècle, l'intérêt pour le polo lui a valu d'être monté pour ce sport.
Il forme désormais une parfaite première monture pour initier les enfants à l'équitation,, c'est un poney d'école par excellence. Il est également capable de porter un adulte pesant jusqu'à 75 kg sur de longues distances en randonnée et fait preuve d'une grande générosité sous la selle. Son pied très sûr, son sens de l'équilibre et ses allures y sont parfaitement adaptés. En Angleterre, il est présent lors de grands shows annuels et a même gagné le prix des poneys mountain and moorland en 2010.

### Sports équestres sur poney
Polyvalent, c'est aussi un bon poney de sport qui représente souvent la première monture de compétition des enfants. Il peut être monté dans de nombreuses disciplines comme l'obstacle, pour lequel l'élevage sélectif a amélioré son coup de saut et le concours complet d'équitation. Il est souvent en concurrence sportive avec la race du Welsh B. Il arrive d'en voir en dressage, bien que ses allures rasantes avec peu de levée du genou plaisent rarement aux juges. Au Royaume-Uni, il forme l'une des principales races de poneys de concours, avec le Welsh. Les poneys Dartmoor de pure race concourent en catégorie B, réservée aux poneys toisant entre 1,08  et   1,30 m.

### Attelage

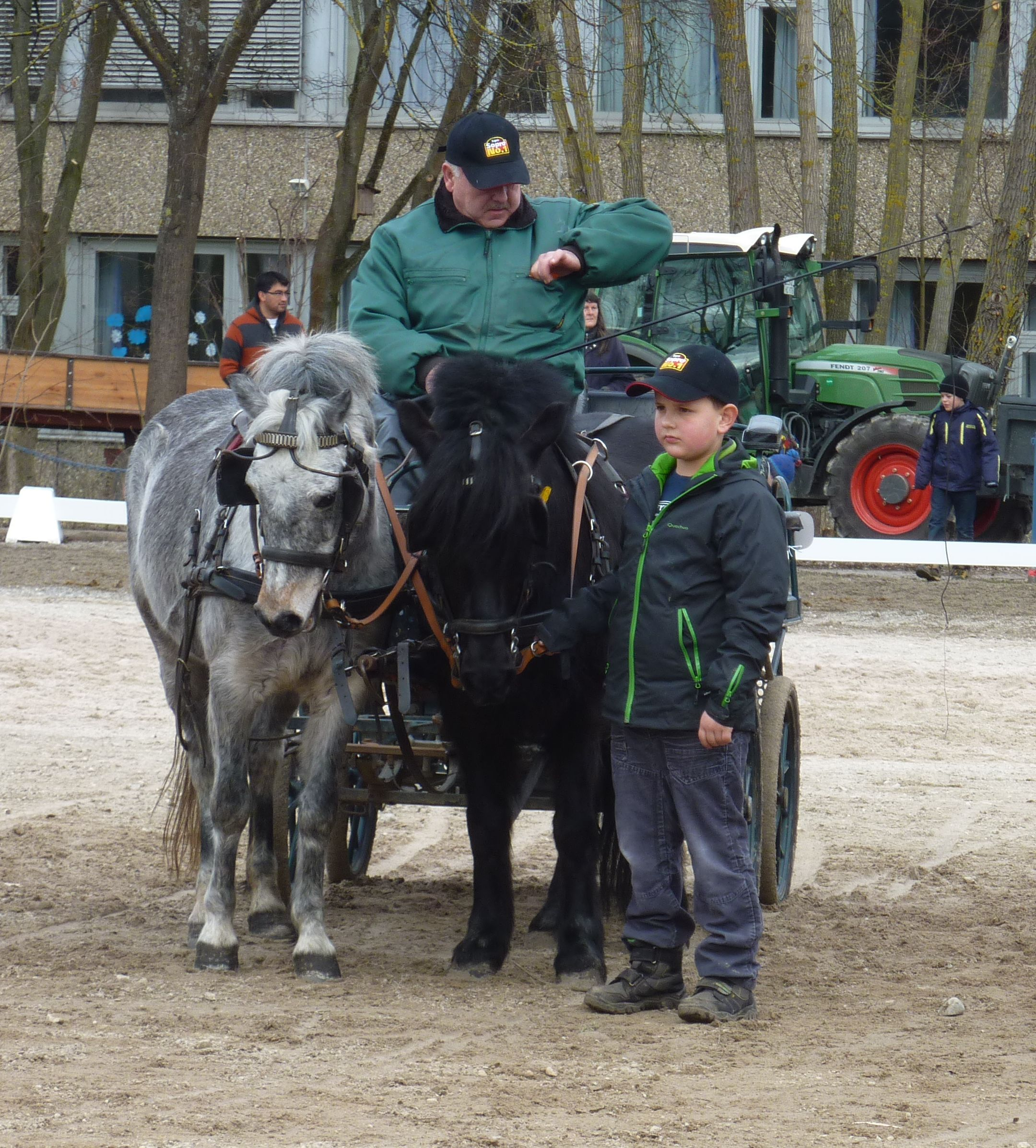
Attelage de poneys Dartmoor présenté en Allemagne

Il réalise de très bonnes performances à l'attelage, un équipage de Dartmoor étant devenu champion de France d'attelage à quatre. L'un des plus grands succès de l'ouverture du stud-book de la race aux courants de sang extérieurs pour obtenir un poney plus sportif est la jument Lizwell Gambling Queen, quatre fois championne nationale d'attelage aux États-Unis au début du XXIe siècle, pays qu'elle a représenté à trois reprises durant les championnats du monde de la discipline. Elle termine deux fois dans le top dix mondial et remporte la médaille d'argent lors de l'épreuve de dressage attelé au Danemark.

### Croisements
Le Dartmoor est beaucoup utilisé en croisement. Il a l'avantage de transmettre facilement ses qualités, en particulier son bon caractère, très important dans le cadre de l'équitation sur poney. Les croisements avec des chevaux (notamment de type Pur-sang, Arabe ou Hunter) et des poneys Welsh donnent de bonnes montures de concours,,. L'Arabo-Dartmoor connaît une certaine popularité sur les îles britanniques. Le Dartmoor a significativement contribué à la formation du British Riding Pony (le poney de selle britannique).
Les Américains ont créé le Dartmoor Sport Pony, qui doit posséder au moins 50% d'ascendants Dartmoor et est élevé pour la pratique de sport de haut niveau, attelé ou sous la selle. Le but originel était de permettre à ceux qui recherchent un poney de sport d'en acquérir sans pour autant faire diminuer le nombre de Dartmoor de race pure. Le Dartmoor Sport pony est généralement obtenu par le croisement d'un étalon Dartmoor avec une jument d'une autre race. En France, le Dartmoor peut entrer en croisement pour la production du poney français de selle.

## Diffusion de l'élevage

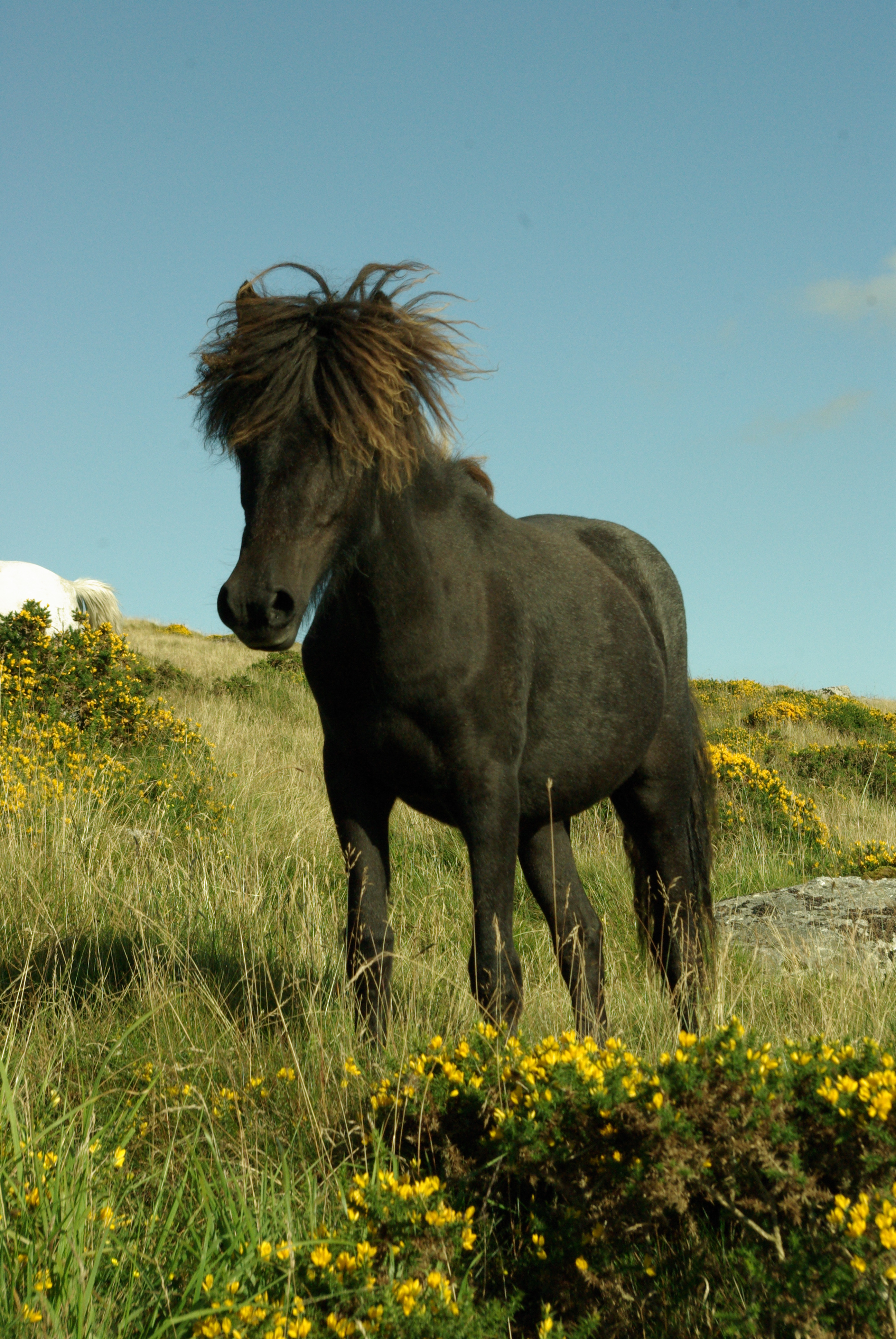
Poney Dartmoor dans son berceau originel, au sud-ouest de l'Angleterre.

Le poney Dartmoor est considéré comme une race transfrontière à diffusion internationale. Il s'élève dans le monde entier, mais s'il forme l'une des races les plus appréciées des jeunes cavaliers en Europe 
comme en témoigne sa présence sur les terrains de concours, au début du XXIe siècle, la population mondiale de race pure est globalement en déclin. Equus Survival Trust classe le Dartmoor comme étant « vulnérable »,, et d'après l'évaluation de 2016, comme « quasi-critique ». En 2004, le nombre de ces poneys dans le monde est estimé à 5 000 environ.
En Belgique, des courses de Dartmoor sont organisées. Il est également présent en France, aux États-Unis, au Danemark, en Allemagne, aux Pays-Bas, en Norvège, en Suède et en Australie, pays où des associations nationales de race affiliées à la Dartmoor Pony Society travaillent ensemble au maintien d'un cheptel de qualité suffisamment nombreux,. En Australie, la Dartmoor Pony Society of Australia promeut la race dans le pays et notamment au Royal Queensland Show. Elle a fêté son vingt-cinquième anniversaire en 2010.

### Au Royaume-Uni
Le poney Dartmoor est considéré au Royaume-Uni comme une race rare : en 2004, seuls 800 poneys Dartmoor semi-sauvages sont recensés dans les landes sauvages du parc national du Dartmoor. Peu de poneys de race pure y sont désormais élevés, la plupart des poneys semi-sauvages arborent des morphologies et des robes variées dénotant des croisements. La diminution constante du nombre de poneys Dartmoor y est due à des considérations économiques : l'élevage étant entre les mains de propriétaires privés, ces derniers préfèrent produire des poneys pie qui se vendent plus facilement et plus cher que des bai et des bai-brun. La crise financière de 2007-2010 pousse même certains propriétaires à vendre leurs troupeaux entiers à l'abattoir (la viande sert ensuite à nourrir des fauves dans des zoos), ou à céder ces poneys à l'unité pour une livre sterling symbolique.
Ces poneys sont ordinairement vendus à Tavistock et Chagford en octobre,. Un rassemblement de bêtes a lieu en automne pour marquer les animaux. Comme tous les poneys dits mountain and moorland, chaque Dartmoor a un propriétaire privé. Chacun gère son cheptel et évite la confusion avec les poneys d'autres propriétaires en appliquant un marquage sur le pelage ou les oreilles des animaux, ou encore en leur taillant la queue d'une manière particulière. Ces poneys vivent généralement en hardes comptant un étalon, plusieurs juments et leurs jeunes poulains. Les poneys semi-sauvages forment l'une des principales attractions du parc national de Dartmoor. Le règlement du parc interdit en principe d'approcher ces poneys de trop près et surtout de les nourrir.
Différentes fermes d'élevage (les studs) perpétuent aussi la race. En 2017, un film documentaire britannique sort afin de sensibiliser à la préservation de ces poneys : il présente un voyage de 100 miles avec des poneys de bât dans le Dartmoor.

### En France

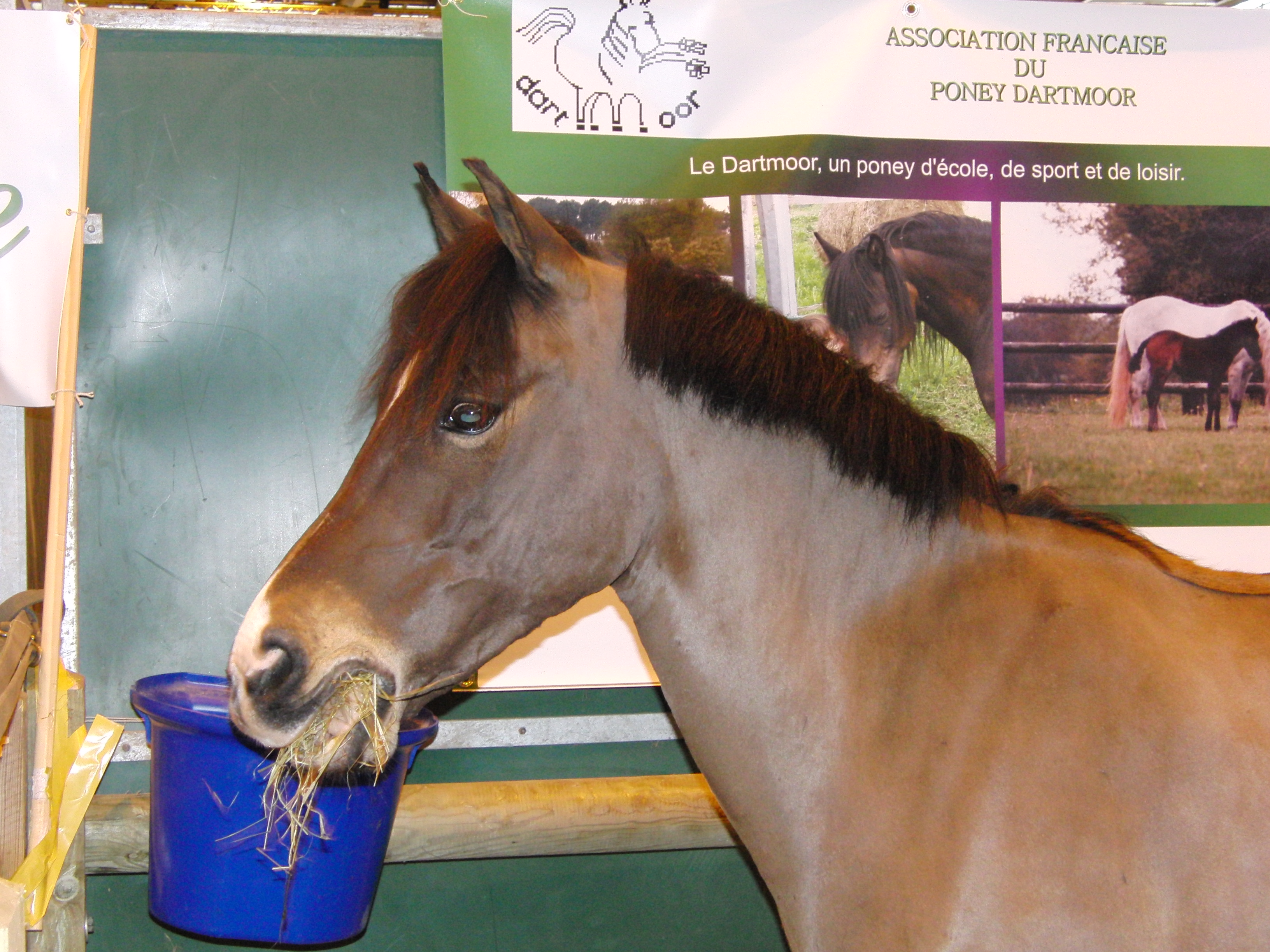
Poney Dartmoor présenté au salon international de l'agriculture de 2010.

L'Association française du poney Dartmoor s'occupe de la tenue du stud-book. La France est le second pays mondial d'élevage de ces poneys, la race y fait l'objet d'un véritable engouement depuis le début du XXIe siècle en raison de son caractère, de sa taille et de ses capacités sportives,, notamment grâce aux poneys-clubs qui l'utilisent. Le nombre total de ces poneys sur le sol français est estimé à environ 1 800 individus en 2011 et 2 200 en juillet 2013. Les haras nationaux comptent 75 naissances de poulains chez la race en 2011, 118 ponettes saillies dont 109 en race pure, 38 étalons en activité et 59 éleveurs.
Le coût d'achat d'un poney pleins papiers en France allait de 600  à   1 350 euros en 2004, il est de 2 300  à   3 000 € en juillet 2013. Les élevages français sont souvent de taille réduite mais sont implantés sur tout le territoire, notamment en Bretagne, en Normandie (où les échanges avec les éleveurs britanniques sont facilités), dans le Nord et dans le Centre-Val de Loire. Le succès de ces poneys, en particulier des juments, a un effet pervers sur la pérennité de la race : les femelles sont souvent gardées en famille et rarement mises à la reproduction,.

### Aux États-Unis
Aux États-Unis, le Dartmoor est affectueusement surnommé le « Dartie ». Après les importations du milieu du XXe siècle, la race connaît un renouveau d'intérêt mais son cheptel en race pure est relativement réduit en raison d'une jumenterie insuffisante. En 2009, l'effectif américain est estimé à 350 poneys de race pure. Ce cheptel tend toutefois à l'augmentation. La plupart des animaux se trouvent en Virginie et en Géorgie.
Les Dartmoor Sport Ponies, issus de croisements à 50 % entre étalon de pure race et jument d'une autre race, sont de loin les plus courants. Le succès du Dartmoor Sport Pony sur les terrains de concours américains en fait l'une des races de poneys britanniques les plus populaires, Deux associations gèrent la race, la American Dartmoor Pony Association (ADPA) et le Dartmoor Pony Registry of America. Cette dernière procède à des tests génétiques et tient une base de données dont les premières entrées remontent à 1956.

## Poney Dartmoor dans la culture

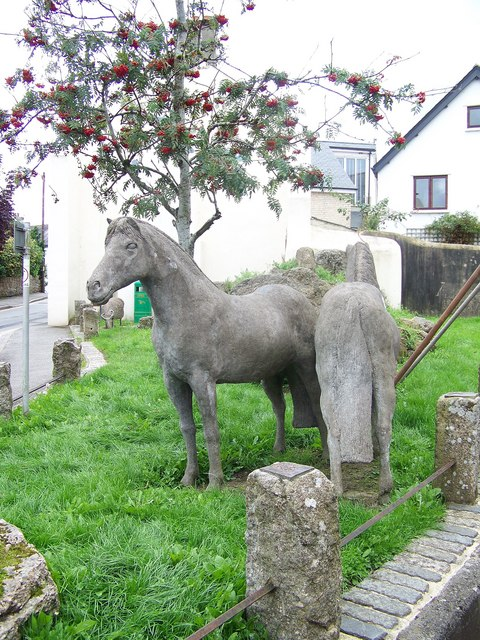
Les deux sculptures de poneys Dartmoor à Moretonhampstead.

Indissociable de sa région originelle, le poney du Dartmoor apparaît dans des œuvres qui prennent pour cadre son biotope. Deux sculptures représentant ces poneys sont d'ailleurs installées à Moretonhampstead. Il est le sujet de romans pour enfants, avec The Don and the Dancer. The Story of a Dartmoor Pony de Maud Scrimgeour, publié en 1907 et Dinah, the Dartmoor pony de William Allen Seaby en 1935. En 1988, la vie semi-sauvage de ces poneys fait l'objet d'un documentaire : Toran the Dartmoor Pony.
Plus récemment, le premier tome de la bande dessinée La Légende du Changeling, par Pierre Dubois et Xavier Fourquemin, dont l'action se déroule à l'époque victorienne, met en scène des poneys du Dartmoor.
Le vétérinaire William Youatt raconte que le capitaine Colgrave, gouverneur de la prison militaire du Dartmoor, aurait voulu capturer un animal sauvage avec l'aide de plusieurs hommes, au début du XIXe siècle. Il choisit le poney le plus beau d'une troupe, le sépare de son troupeau et le conduit dans un passage escarpé entouré d'imposants blocs de granit, sur le flanc d'un tor. Un cheval lui barre le passage. Le petit animal, sur le point d'être pris, saute par-dessus le cheval qui lui barre la route plutôt que de se laisser attraper. Un cavalier monte en selle pour se jeter à sa poursuite, mais il s'enfuit,,,. Un récit du même type, en lien avec cette région fertile en légendes, raconte qu'un cavalier passe avec son poney en bordure des champs du Dartmoor, quand un bruit soudain part du centre du champ : il se fait dire qu'il s'agit là des esprits de la moisson veillant sur le champ.
En 2013, un poulain Dartmoor nommé Breeze suscite l'émotion : rejeté par sa mère, il est accueilli par un centre de sauvetage qui lui a donné une peluche pour se substituer à sa mère. Le journaliste londonien Benjamin Mee parle dans son autobiographie, J'ai acheté un zoo, de la situation des poneys du Dartmoor, « plus menacés que le panda géant » dans la mesure où il reste moins de 900 femelles reproductrices en Angleterre. Mais ce poney ne peut être inclus aux espèces menacées dans un parc zoologique, parce qu'il s'agit d'une race domestique, non d'une espèce. Benjamin Mee donne aussi son ressenti quant aux raisons de la raréfaction de la race dans le parc national de Dartmoor : les poneys se vendent pour une bouchée de pain, souvent même ils s'échangent contre une simple bouteille de lait. Les propriétaires n'ont tout simplement pas les ressources financières pour assumer le coût de l'identification obligatoire par puçage électronique, imposée par l'Union européenne.